# Dolnje Dobravice
Dolnje Dobravice so naselje v Občini Metlika.